# Tiquadra semiglobata
Tiquadra semiglobata är en fjärilsart som beskrevs av Edward Meyrick 1922. Tiquadra semiglobata ingår i släktet Tiquadra och familjen äkta malar.
Artens utbredningsområde är Peru. Inga underarter finns listade i Catalogue of Life.